# Mur-Drau-Donau
Das Biosphärenreservat Mur-Drau-Donau ist ein internationales Naturschutzgebiet entlang der Flüsse Mur, Drau und Donau und umfasst Gebiete in Österreich, Ungarn, Slowenien, Kroatien und Serbien. Es stellt mit 931.820 Hektar das größte zusammenhängende Flussschutzgebiet Europas dar. Das Schutzgebiet verbindet damit auf einer Länge von 700 Kilometern den Biosphärenpark Unteres Murtal zwischen Spielfeld und Bad Radkersburg, den Nationalpark Drau-Donau in Ungarn, den Naturpark Kopački rit, das Naturreservat Gornje Podunavlje in Serbien und einige Natura 2000-Gebiete miteinander.

## Geschichte
Im Kalten Krieg waren große Teile des heutigen Biosphärenreservats stark kontrollierte Grenzen, wodurch die Naturbelassenheit der Gewässer erhalten werden konnte. Im März 2011 unterzeichneten die damaligen Umweltminister der fünf Staaten im ungarischen Gödöllő eine gemeinsame Erklärung zur Errichtung des Biosphärenreservats entlang der Mur, Drau und Donau. Zuerst wurden national einzelne Biosphärenparks errichtet und von der UNESCO anerkannt: 2012 der kroatisch-ungarische Biosphärenpark Mur-Drau-Donau, 2017 der serbische Biosphärenpark Bačko Podunavlje, 2018 der slowenische Biosphärenpark Mur sowie 2019 der österreichische Biosphärenpark Unteres Murtal. Im selben Jahr wurde der Verbindung dieser Parks als gemeinsames Projekt nominiert und schließlich am 15. September 2021 von der UNESCO als erster Fünf-Länder-Biosphärenpark anerkannt. Der Park wurde in drei Zonen eingeteilt: der Kernzone mit 900 km² Fläche, die strengen Naturschutzauflagen unterliegt, der Pufferzone, die traditionelle Land- und Forstwirtschaft erlaubt, sowie der Übergangszone, in der nachhaltige Regionalentwicklung wie etwa Ökotourismus gefördert wird.

## Flora und Fauna
Das Schutzgebiet mit seinen Auwäldern, Flussinseln, Seiten- und Altarmen dient als Lebensraum und Rastplatz für 250.000 Wasservögel, darunter bedrohten Arten wie  Zwergseeschwalben, Schwarzstörche und Seeadlern, die mit 150 Brutpaaren die höchste Dichte in Kontinentaleuropa aufweist.

## Bedrohungen
Der Biosphärenpark wird vor und nach seiner Gründung stark von menschlichen Aktivitäten beeinflusst, wie etwa von Flussregulierungen für den Hochwasserschutz oder dem Abbau von Sedimenten wie Kies und Sand für die Bauwirtschaft, der eine Absenkung des Grundwasserspiegels bewirkt. Wasserkraftwerke am Oberlauf der drei Flüsse, insbesondere entlang der slowenischen Mur und kroatischen Drau, verändern den natürlichen Flusslauf zum Nachteil der Flora und Fauna entlang der drei Flüsse.

## Tourismus

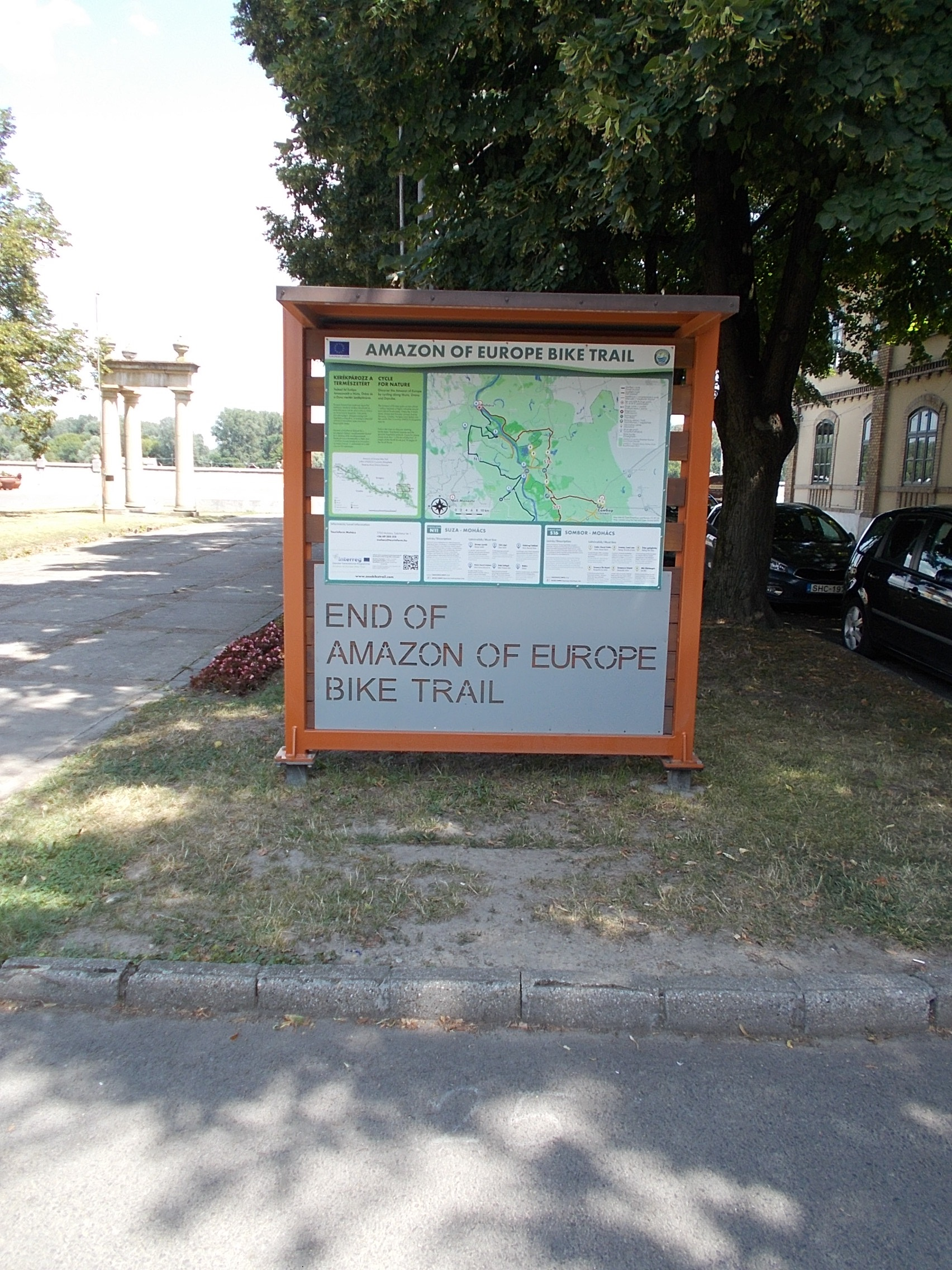
Ende des „Amazon of Europe“-Radwegs in Mohács, Ungarn

Entlang der drei Flüsse wurde ein Radweg eingerichtet, dessen 550 km lange Nordroute in Mureck beginnt und in Ungarn über Letenye, Gyékényes, Drávatamási sowie in Kroatien über Osijek führt, bevor das Ziel im ungarischen Mohács erreicht wird. Die Südroute ist 770 Kilometer lang.